# David B. Gil
David B. Gil (Cádiz, 1979) es un escritor español cuyas obras se enmarcan en géneros como la novela histórica, el thriller o la ciencia ficción.

## Trayectoria
Licenciado en Periodismo por la Universidad de Sevilla, Gil trabajó durante varios años como redactor y periodista en prensa escrita y en varias organizaciones políticas. Fue finalista del Premio Fernando Lara con su primera novela, El guerrero a la sombra del cerezo. Ante la dificultad de publicarla en editoriales tradicionales, la novela vio la luz en 2014 a través de la plataforma de autopublicación Kindle Direct Publishing. En palabras del propio autor: «Me dijeron que era una temática muy árida para el público español y difícil de vender, procediendo sobre todo de un autor desconocido».
Como escritor autopublicado, cosechó notables ventas y llamó la atención de medios nacionales e internacionales; en 2016 se convirtió en el primer autopublicado en alzarse con un Premio Hislibris, en la categoría de «Mejor autor novel», por El guerrero a la sombra del cerezo.
Ese mismo año, la editorial Suma de Letras, sello perteneciente al grupo editorial Penguin Random House, publicó su segunda novela: Hijos del dios binario. Dicha editorial recupera en 2017 su ópera primera, El guerrero a la sombra del cerezo, que ve la luz por primera vez en papel (y que alcanzaría en 2022 su 11.ª edición en tapa blanda y la 6.ª en formato bolsillo). Con su tercera novela, Ocho millones de dioses (Suma, 2019), regresa a la ficción histórica de ambientación japonesa; es además su primera obra traducida, recibiendo traducciones al rumano (editorial Lebăda Neagră, 2021), al italiano (editorial Piemme, Grupo Mondadori, 2022) o al francés (Fleuve éditions, 2024) entre otras lenguas. En 2022 Suma de Letras publica su cuarta novela, Forjada en la tormenta.
En el terreno audiovisual ha escrito, junto a Pablo Tobías, el guion de la película Karateka, dirigida por Aritz Moreno y producida por Atresmedia Cine, Sr. & Sra., Apaches, Wrong Men y Netflix.

## Obras
- El guerrero a la sombra del cerezo (Autopublicada, 2014 / SUMA, 2017)
- Hijos del dios binario (SUMA, 2016)
- Shokunin (Flash Relatos, 2017)
- Ocho millones de dioses (SUMA, 2019)
- Forjada en la tormenta (SUMA, 2022)[10]

## Reconocimientos
David B. Gil fue finalista en 2012 del Premio Fernando Lara. con su primera obra, El guerrero a la sombra del cerezo. Dicha novela ganaría en 2015 el Premio Hislibris de Novela Histórica en la categoría de «Mejor autor novel» Posteriormente, como novela publicada por Suma de Letras, fue finalista del Certamen de Novela Histórica de Úbeda en 2017, y ese mismo año fue elegida «mejor novela histórica de 2017» por los lectores de XX Siglos, el blog sobre Historia y novela histórica del periódico 20 minutos.
Hijos del dios binario fue finalista del Premio Ignotus 2017, otorgado por Pórtico, la Asociación Española de Fantasía, Ciencia Ficción y Terror. Dicha obra también fue seleccionada por publicaciones como Xataka o Hobby Consolas en sus listas de las mejores obras de ciencia ficción publicadas en 2016.
Ocho millones de dioses se alzó con el X Premio Hislibris de literatura histórica, en la categoría de «Mejor Novela» en español, y fue elegida por el blog XX Siglos, del diario 20 Minutos, como la mejor novela histórica de 2019.
Forjada en la tormenta, cuarta novela del autor, obtuvo en 2023 el XIII Premio Hislibris de literatura histórica y el premio Cerros de Úbeda, otorgado por el Certamen de Novela Histórica de Úbeda a la mejor novela publicada, convirtiéndose en su obra más galardonada.